# Боднарюк Олександр Васильович
Олекса́ндр Васи́льович Боднарю́к (14 вересня 1979, с. Пригородок, Хотинський район, Чернівецька область, УРСР — 20 січня 2015, Донецьк, Україна) — військовик Збройних сил України, молодший сержант (80-та окрема аеромобільна бригада), позивний «Бандит». Загинув при обороні Донецького аеропорту під час війни на сході України. Один із «кіборгів».

## Життєпис
Народився 14 вересня 1979 року в селі Пригородок Хотинського району Чернівецької області. Згодом родина переїхала до села Анадоли Хотинського району. У 1994 році закінчив 9 класів загальноосвітньої школи села Анадоли Хотинського району, потім - відділення «Механізація сільського господарства» Хотинського сільськогосподарського технікуму (нині - Хотинський технікум Подільського державного аграрно-технічного університету) та отримав диплом інженера-механіка.
Проходив строкову військову службу в лавах Національної гвардії України.
У липні 2014 року мобілізований до лав Збройних Сил України. Молодший сержант 80-ї окремої аеромобільної бригади.
З літа 2014 року брав участь в антитерористичній операції на Сході України. 
Зник безвісти 20 січня 2015 р. під час боїв за аеропорт Донецька. Відвозив до аеропорту підкріплення, а звідти забирав поранених. Станіслав Паплінський, що був з Олександром Боднарюком, розповів про ті події: їх МТЛБ «Ластівка» йшла для евакуації бійців з терміналу, проте в тумані впала з 6—8 метрової висоти підпорної стіни терміналу аеропорту і загорілася. Загинув водій МТЛБ Олександр Боднарюк, з ним поліг Віталій Гасюк.
Ідентифікований за експертизою ДНК серед загиблих в червні 2015.
По смерті залишилися батьки, дружина та донька.
Похований у с. Анадоли, Хотинський район, Чернівецька область.

## Нагороди та вшанування
- Указом Президента України № 553/2015 від 22 вересня 2015 року, «за особисту мужність і високий професіоналізм, виявлені у захисті державного суверенітету та територіальної цілісності України, вірність військовій присязі», нагороджений орденом «За мужність» III ступеня (посмертно)[1].
- Указом № 16 від 7 травня 2016 р. нагороджений відзнакою «Народний Герой України» (посмертно)[2].
- Нагороджений нагрудним знаком «За оборону Донецького аеропорту» (посмертно)[3].
- Нагороджений медаллю «За жертовність і любов до України» (посмертно).
- Рішенням XXXVIII сесії Хотинської районної ради VI скликання від 21 липня 2015 року № 737/38/15 присвоєно звання «Почесний громадянин Хотинського району Чернівецької області».
- Нагороджений відзнакою «Лицарський Хрест Родини Мазеп».
- 14 вересня 2015 року в селі Анадоли Хотинського району на фасаді загальноосвітньої школи (вулиця Шкільна, 1), де навчався Олександр Боднарюк, йому відкрито меморіальну дошку[4][5][6].
- 15 січня 2016 року на фасаді Хотинського технікуму, де навчався Олександр, йому відкрито меморіальну дошку[7][8].
- Вшановується в меморіальному комплексі «Зала пам'яті», в щоденному ранковому церемоніалі 20 січня[9][10].